# Palembang Light Rapid Transit

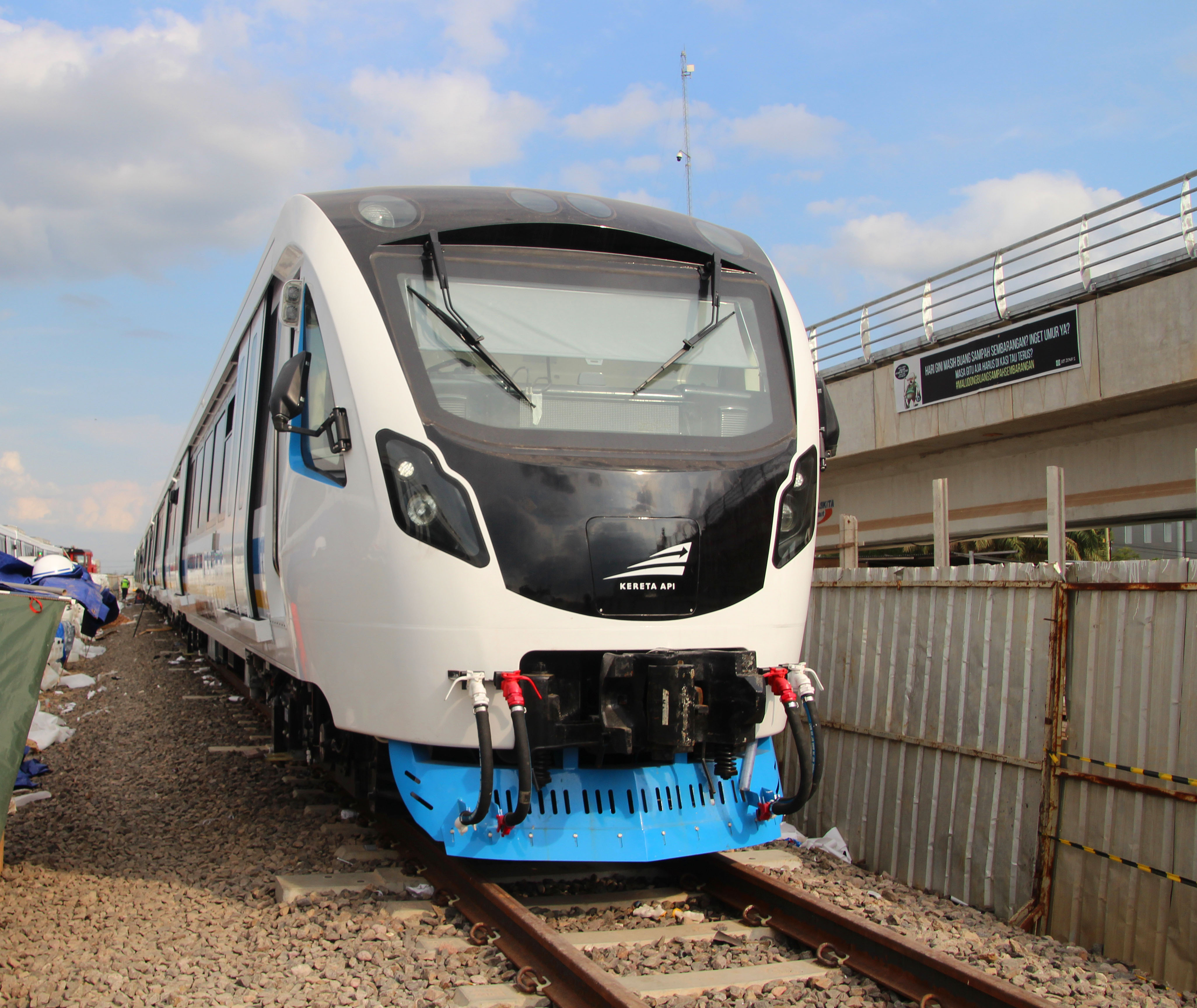
Treinstel LRT Palembang

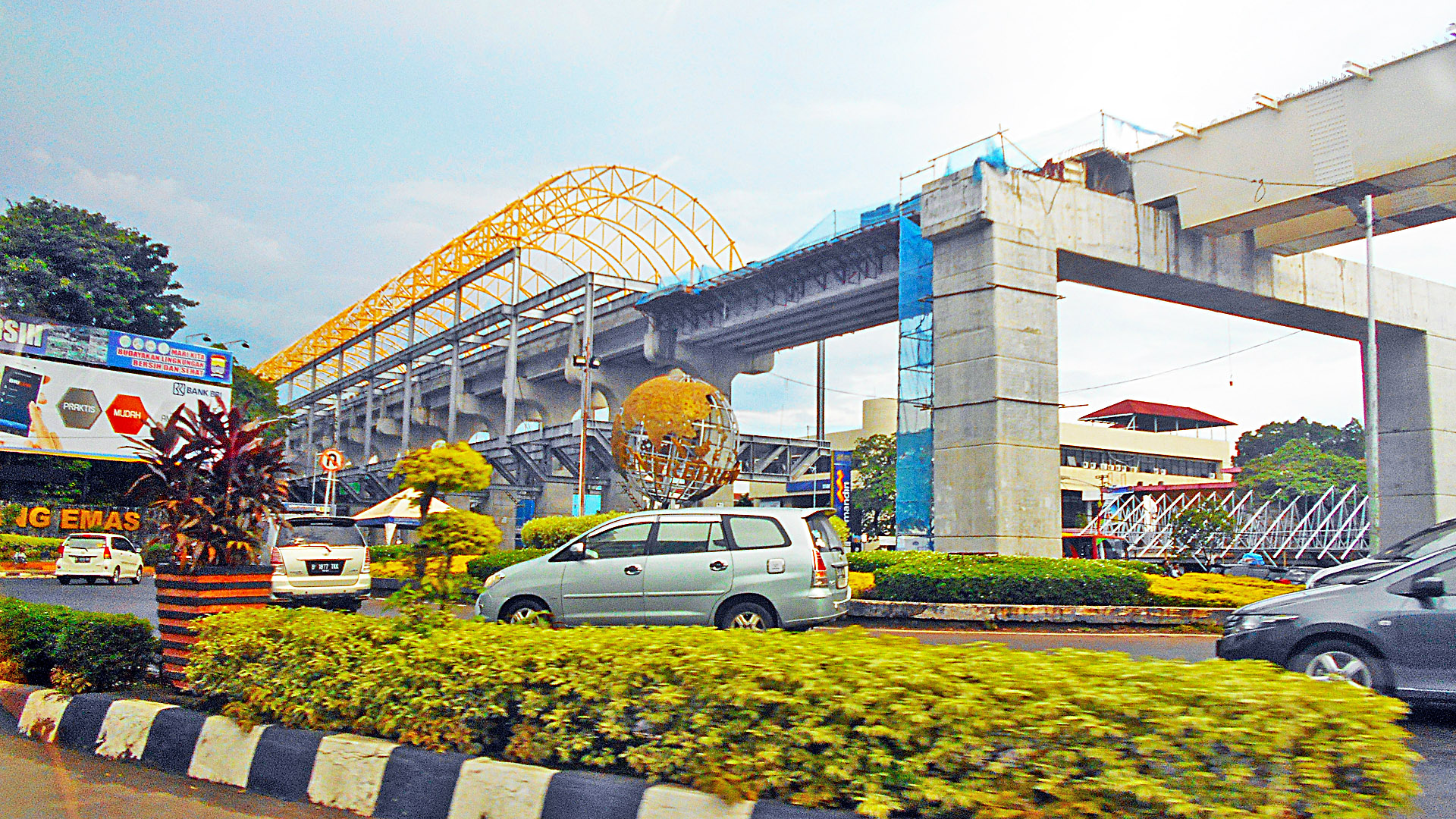
Een station in aanbouw

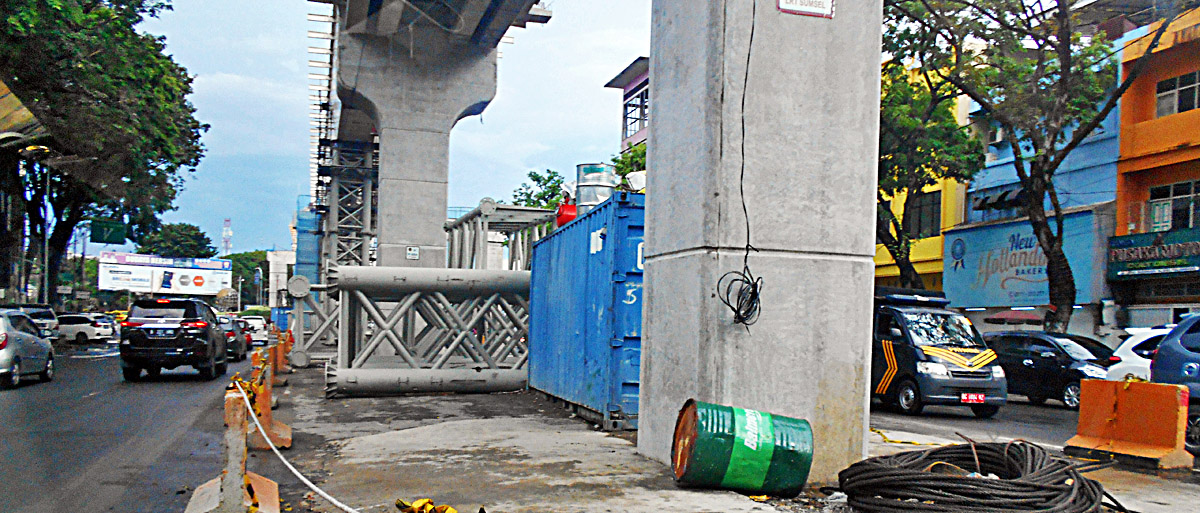
Het viaduct in de stad

De Palembang Light Rapid Transit (Palembang LRT) is een lichte metrolijn in Palembang, de hoofdstad van de Indonesische provincie Zuid-Sumatra (Sumatera Selatan). De LRT is gebouwd in het kader van de Aziatische Spelen 2018 en vormt een verbinding met het Jakabaring Sport City-complex waar de spelen plaats vonden.
Met de ingebruikname ontstaat een openbaar vervoerverbinding van Internationale luchthaven Sultan Mahmud Badaruddin II met de rest van de stad.

## Traject
Palembang LRT verbindt de in het noordwesten gelegen internationale luchthaven, via het centrum van de stad met het Jakabaring sport-complex, waarvan ook het Gelora Sriwijaya-stadion onderdeel is. De LRT loopt dan nog iets door in zuidoostelijke richting om bij winkelcentrum OPI Mall zijn andere eindpunt te hebben. Ten slotte wordt nog iets verder naar het zuidoosten een depot gebouwd.
De ruim 24 kilometer lange lijn loopt over de gehele afstand over een viaduct; alle 13 stations zijn onderdeel van dit viaduct. Naast de Amperabrug (Indonesisch: Jembatan Ampera) overbrugt het viaduct de Musi rivier.

## Ingebruikstelling
Palembang LRT is in 2018 in gebruik gesteld vlak voor in augustus de Aziatische Spelen van start gingen. De reistijd voor het hele traject is ongeveer 40 minuten, via de zeer drukke weg is dat gemiddeld 1,5 uur.
De prijs voor een reis ligt tussen de 5.000 en 10.000 roepia, daarmee is de LRT betaalbaar voor de meeste inwoners van de stad.